# Ганс, Давид
Давид Ганс (ивр. רבי דוד ב"ר שלמה גנז‎, иногда пишут с алефом: ивр. רבי דוד ב"ר שלמה גאנז‎), нем. David Gans), 1541, Липпштадт (Вестфалия) — 1613, Прага — еврейский астроном, раввин и писатель. Первый привёл имя Коперника в литературе на иврите, популяризатор астрономии на иврите, написал также на иврите учебник всеобщей истории.

## Биография
Давид Ганс родился в 1541 году, в Липпштадте в Вестфалии. Изучал Талмуд и науки в Бонне, Франкфурте-на-Майне, Кракове, в частности у известного раввина Моше Иссерлеса. Одно время жил в Нортхайме, где изучал Эвклида. С 1564 года постоянно проживал в Праге.
Там он приступил к написанию популярного курса всеобщей истории для евреев «ивр. Цемах Давид‎» («Росток Давида»). Книга вышла из печати в 1592 году и оказалась единственной книгой полностью напечатанной при жизни автора. Охватывает историю человечества от начал библейского Нимрода и до императора Священной Римской империи Леопольда II. Из этой книги евреи, наконец, по-настоящему смогли ознакомиться с историей. Книга приобрела большую популярность и вышла вторым изданием во Франкфурте-на-Майне, там описаны события вплоть до 1592 года. Впоследствии появились переводы, иногда неполные, на идиш, латинский, немецкий языки.
В Праге Ганс усиленно занимался астрономией, уже не как ученик, а как полноценный сотрудник Тихо Браге и Кеплера. Переписывался также с астрономом Региомонтаном. Ганс задумал написать книгу «ивр. Маген Давид‎» («Щит Давида»), где бы доступно излагалась астрономия на иврите. Первая рукопись была готова, по-видимому, в 1596 год, она дошла до нас, но Ганс сначала напечатал сокращённый вариант, с тем же названием. Затем появился промежуточный вариант. Полностью книга вышла в 1743 году через 130 лет после смерти автора в Йесницe под названием ивр. Nehmad ve-Naim‎ («Хорошо и приятно») (аллюзия к описанию дерева познания Добра и Зла) в Книге Бытия).
Остальные книги Ганса не дошли до современности, он писал ещё про математику, географию, медицину, политику и астрологию. Ганс умер в 1613 году в Праге.

Могила на Старом еврейском кладбище
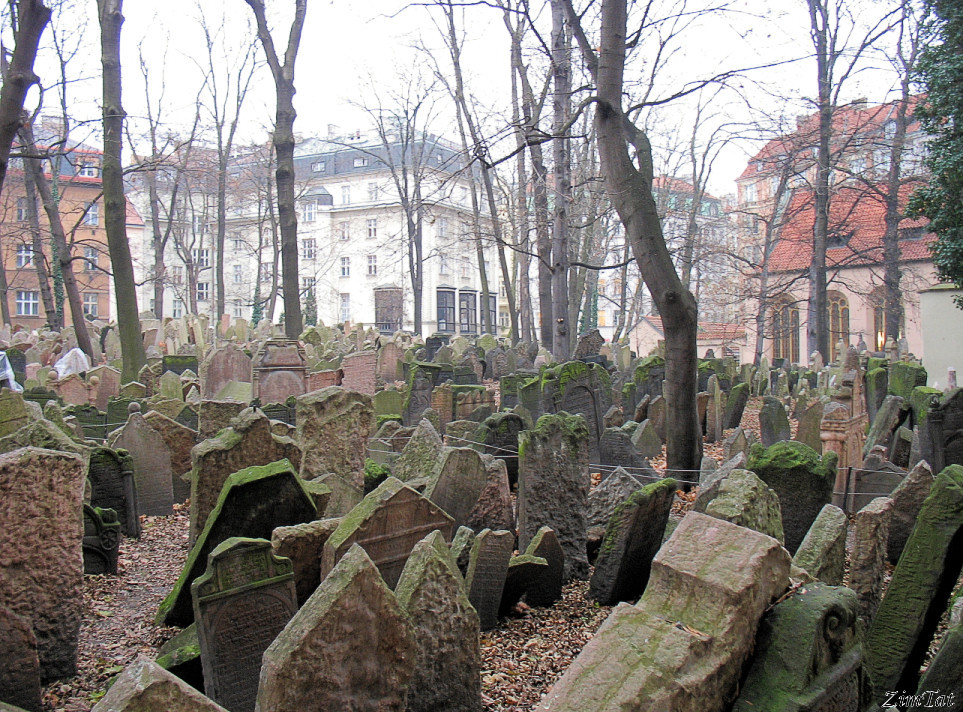
Общий вид.
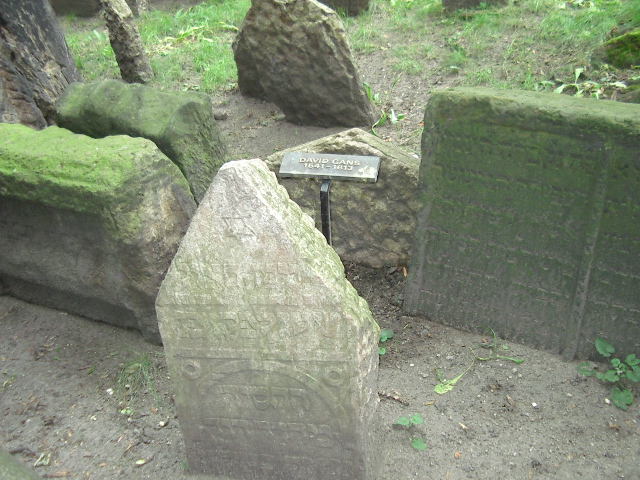
Надгробие, на нём изображены магендавид по названию книги Ганса и гусь по смыслу немецкой фамилии.

См. также: Могила Давида Ганса в Праге (Jewish Encyclopedia)

## Книги
- Ганс, Давид. Поросль Давида = ивр. צמח דוד‎ (Цемах Давид). Популярный курс всеобщей истории. — 1-е изд. — Прага, 1592.
- Ганс, Давид. Щит Давида = ивр. מגן דוד‎ (Маген Давид). Краткое популярное изложение астрономии, включая системы Птолемея, Коперника, Тихо Браге.. — 1-е изд. — Москва, 1612.
- Ганс, Давид. Приятно и хорошо = ивр. נחמד ונעים‎ (Нехмад ве-наим). Полный курс астрономии и календаря, включая системы Птолемея, Коперника, Тихо Браге.. — 1-е изд. — Йесниц, 1743.
- Прочие книги Ганса не были изданы, часть рукописей пропала,

Из книг Ганса
Титульный лист книги Давида Ганса «Нехмад ве-Наим»,посмертное издание
Рисунок из книги Давида Ганса «Маген Давид», на полях справа даны объяснения, как построить армиллярную сферу. Книга являлась открытием для многих евреев, см., например, статью o Соломоне Маймоне.
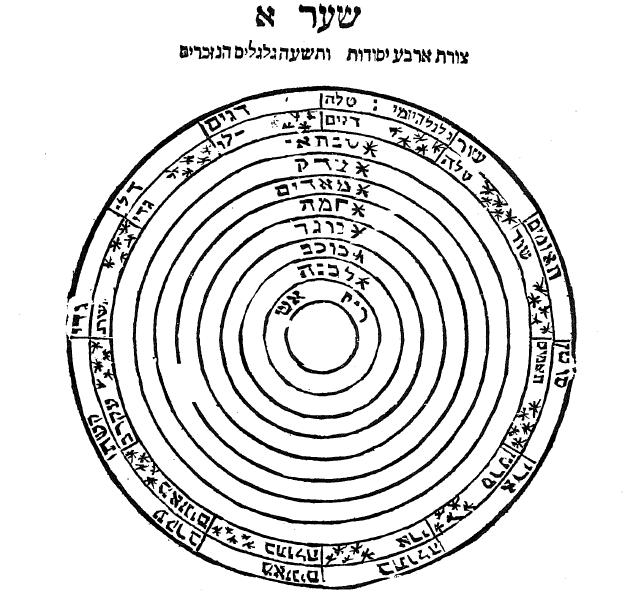
Рисунок из книги Давида Ганса «Нехмад ве-Наим» в духе геоцентризма, даны объяснения всех сфер, про самую внешнюю автор сообщает, что есть сомнения, существует ли она. На ней не было ничего, но она отвечала за прецессию земного шара.

## Идеи
Согласно Гансу, именно астрономия есть самая высокая мудрость, о которой говорит стих: «Это — твоя мудрость в глазах народов» (Втор. 1:4), поэтому он написал две книги: лёгкую книгу для учащихся и людей обычных профессий Маген Давид, из которой люди могли извлечь знания, а также полный и сложный трактат на ту же тему. На обложке было написано, что «моя книга (первая) поможет приобрести знания без учителя даже человеку, никогда не изучавшему астрономию.»
Такие знания, по Гансу, имеют и социальную роль, так как приведут к большему уважению евреев со стороны народов, среди которых евреи живут. Это относится не только к астрономии, но и к другим знаниям, таким как история, про которую Ганс тоже много писал. «- Люди спрашивают нас о древних династиях, а мы полагаем руку на рот свой» — писал Ганс — «теперь же, после моей книги по истории вам есть что сказать». Такую же пользу обещал Ганс от изучения астрономических книг.
Дополнительная идея Ганса — улучшить также мнение евреев о неевреях. С восторгом описывал он мореплавателей Колумба, Веспуччи, Дрейка, мудрость монархов, пославших их в море, и даже храбрость христианских солдат, воевавших с турками. «Христианин из Майнца сделал великое изобретение» — это про Гутенберга. То же он писал про учёных, прежде всего астрономов.

В астрономических сочинениях Ганс с большим уважением описывал всех троих: Птолемея, Коперника и Тихо Браге. Его восторг по поводу Коперника граничит с дифирамбами: 
Семьдесят лет назад жил человек по имени Николай Коперник, научный гений, далеко превзошедший современных ему астрономов. Про него говорили, что с времён Птолемея не было ему равного. Он изучил положение и движение планет с большой точностью…, решил, провозгласил и предпринял все усилия, чтобы показать с исключительной возвышенностью ума, что сферы звёзд неподвижны, а эффект их движения возникает из-за движения земной сферы…Он посвятил доказательству великую книгу, наполненную глубокой и безграничной мудростью. Многие из значительных учёных его времени полностью согласились с ним…. Человеческий разум совершенно свободен выдвигать по своей логике любую теорию при условии, что она даёт разумное объяснение движению небесных тел…
 Ганс подчеркнул и главное достижение Тихо Браге, «который доказал, что центры орбит планет не в Земле, а в Солнце». Ганс излагал три системы мира, особенный интерес представляет изложение системы Тихо Браге — планеты вращаются вокруг Солнца, а Солнце вращается вокруг Земли. Какая же система правильная? Ганс не сообщил своего мнения. Исследователи предложили несколько объяснений, почему Ганс не выбрал точку зрения в книге.
- Популяризация материала — действительно, пока наука не установила, что же правильно, читатель должен знать это.
- Ганс был знаком и с Браге, и с Кеплером. Браге был против системы Коперника, а Кеплер, наоборот, был приверженцем коперниканства и внёс в него большой вклад. В такой ситуации Гансу было трудно выбрать.
- Возможно, на Ганса повлияла книга «Беер Агола» («Кладенец Изгнания») Махарала из Праги. Там он приводит астрономическую революцию как пример ненадёжности научных знаний. С этим сталкивается и читатель Ганса.[1]

Ганс затрагивал вопрос, как астрономические системы согласуются с известным местом из Талмуда о споре с мудрецами Народов Мира. Мудрецы Талмуда считают, что подвижные звёзды скользят по неподвижным сферам и трение производит шум и пыль. Мудрецы народов Мира более правы, чем мы, заключают Мудрецы Талмуда.. Маймонид в «Путеводителе растерянных» тоже берёт сторону Мудрецов Народов мира (греков) (3:14). Но Ганс свидетельствовал в «Нехмад ве-Наим», гл. 25 об удивительной вещи — Тихо Браге сказал ему, что напрасно Мудрецы Талмуда признали свою неправоту. Тихо доказал, вычислив траектории комет, что никаких твёрдых небес нет. Стало быть, небесные тела не увлекаются сферами, а движутся сами по себе, как птицы в небе, что показывает правоту Талмудистов! В подкрепление Ганс цитировал Абарбанеля, который приводил сходную цитату из Плотина. Интересно, что и Кеплер считал, что система Коперника помогает Талмуду, сам Кеплер обнаружил, что орбиты планет не круглые, а вытянуты, наподобие еврейской буквы «каф» англ. כ («Somnium». Цит. по Нееру.).